# Hintamanőver

Sebesség növelése hintamanőverrel

Sebesség csökkentése hintamanőverrel

A gravitációs hintamanőver az égi mechanikában és az űrhajózásban egy égitest gravitációs mezejének és sebességkülönbségének felhasználása egy űreszköz pályájának és sebességének megváltoztatására. Segítségével az űrszondák kevesebb üzemanyag felhasználásával, rövidebb idő alatt érhetnek a Naprendszer távolabbi égitestjeihez. A hintamanőver felhasználható az űrhajó sebességének növelésére, de csökkentésére is.
Az első űrszonda, melynek pályáját gravitációs hintamanőver felhasználásával tervezték meg, 1973-ban a Merkúr felé indított Mariner–10 volt, azóta szinte minden, a Földhöz legközelebbi két bolygónál (a Vénusz és a Mars) messzebbre indított űrszonda pályájának tervezéséhez felhasználják a bolygók gravitációs mezejét.

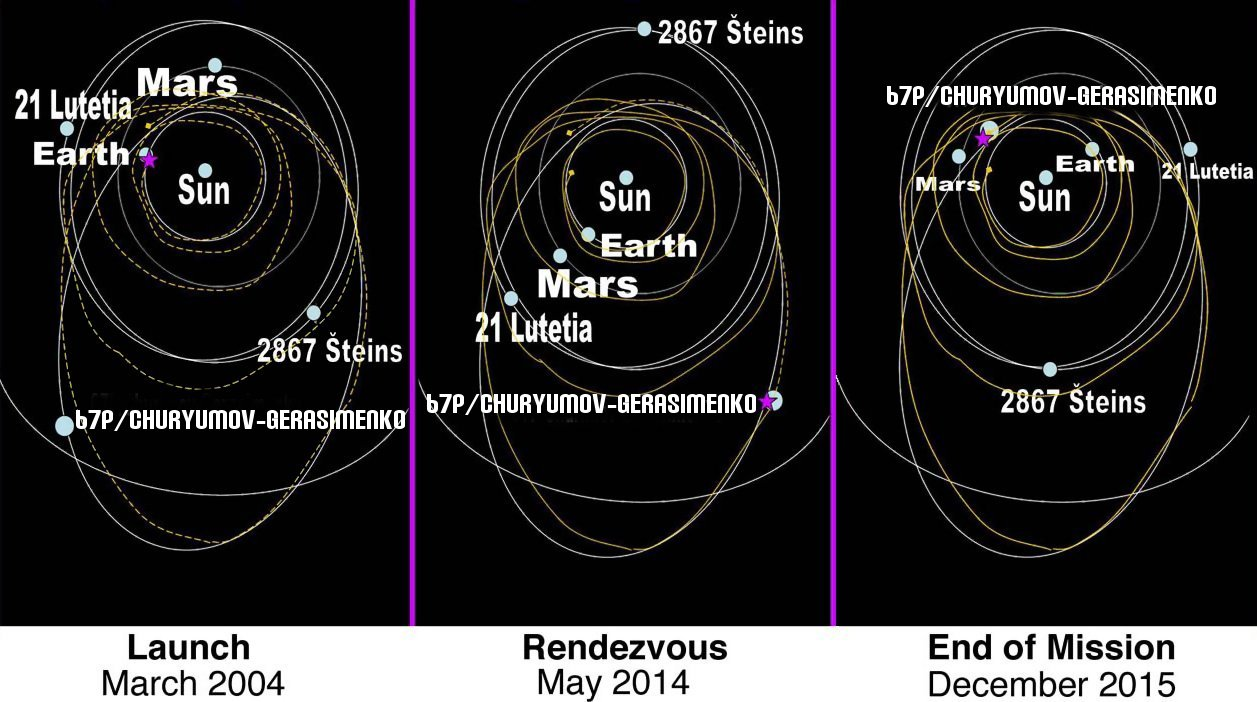
A Rosetta űrszonda rendkívül bonyolult pályája több hintamanővert is tartalmaz, ennek eredményeként több kisbolygót is megközelíthetett

Az 1970-es évek második felében a Naprendszer külső vidékei felé induló négy űrszonda (a Pioneer–10 és 11 és a Voyager–1 és 2) a négy nagybolygó (Jupiter, Szaturnusz, Uránusz, Neptunusz) kedvező együttállását (mely csak 176 évenként ismétlődik meg) felhasználva, gravitációs hintamanőverek sorozatával látogatta végig ezeket a bolygókat, majd elhagyták a Naprendszert, ennek a szerencsés együttállásnak „Grand Tour” volt a neve, azaz „Nagy Túra” (csak a Voyager–2 látogatta meg sorban mind a négy nagybolygót).

## Története
A hintamanővert 1918-ban az ukrán származású Jurij Kondratyuk írta le először, mint egy lehetséges módszert űrhajók gyorsítására.
1961-ben egy végzős matematikus, Michael Minovitch újra felfedezte a gondolatot, hogy ha megfelelő pályán indítják el az űrszondát, akkor extra sebességre tehet szert jelentősebb üzemanyag-felhasználás nélkül, más égitest közelében elhaladva, annak gravitációs terét felhasználva.